# ВТЦ Делфин
Делфин 3 је једноседа такмичарска једрилица категорије Стандард, дрвене конструкције са неувлачећим точком за слетање испод трупа. Производила се у ВТЦ (Ваздухопловно техничком центру) из Вршца.

## Пројектовање и развој
Једрилицу Делфин 1 су пројектовалa два млада инжењера са Машинског факултета Универзитета у Београду Здравко Габријел и Томислав Драговић а прототип је направљен у ВТЦ из Вршца. Први пут је полетео 7. децембра 1963. године. Паралелно са опитовањем прототипа приступило се побољшању једрилице која је сада добила ознаку Делфин 2.
Делфин 2 се разликовао од прототипа (Делфин 1) што му је комплетан труп укљјучујући кљун прекривен дрвеном лепенком (шперплочом), смањен му је поклопац кабине који се отвара на страну а метални елерони су замењени дрвеним. Први пут је полетела 26. априла 1965. Укупно је произведено 27 једрилица ове верзије, од којих су четири касније преправљене у Делфин 3.
Делфин 3 је први пут полетео 29. јула 1968., има конвенционално изведен реп авиона и повећану површину кормила у односу на своје претходнике а на вертикалном стабилизатору је уграђен фиксни хоризонтални стабилизатор са кормилом висине. На крајевима крила били су постављени усмеривачи који су елиминисали вртложно струјање и штитиле крило када је једрилица приземљена јер се ослањала на те усмериваче а не на површину крила. Нападна ивица крила и крајеви су обложени шперплочом а остатак импрегнираним платном. На крилима су уграђене металне ваздушне кочнице типа Шемп-Хиртх изнад и испод крила.
Труп летилице је монокок структура са малим пресеком. Положај пилота у кабини је полулежећи а кабина је покривена плексиглас поклопцем који се отвара у страну што омогућава улазак и излазак из једрилице. Стајни трап се састоји од једног неувлачећег точка са механичком кочницом уграђеног у труп једрилице и једног репног клавирског точка малих димензија.

### Варијанте једрилица
- Делфин 1 - Прототипска верзија из 1963. године
- Делфин 2 - Побољшана верзија из 1965. године
- Делфин 3 - Верзије из 1968. године

## Карактеристике
Карактеристике наведене овде се односе на једрилицу ВТЦ Делфин 3 а према изворима
| Финеса      | 1 : 31 при брзини 87 km/h |
| Перформансе | - минимална брзина 60 km/h - максимална брзина 230 km/h - минимално пропадање 0,65 m/s при брзини 75 km/h                             |
| Димензије   | - размах крила 15,00 m - дужина 6,85 m - површина крила 12,82 m2 - аеропрофил крила NACA 632 618 - макс. оптеречење крила; 25,3 kg/m2 |
| Маса        | - сопствена 223 kg - полетна 325 kg - водени баланс; нема                                                                             |

## Оперативно коришћење
Делфин 1 је први пут јавно наступио на Светском првенству у 1965. године, које је одржано у Великој Британији. Њиме је летео В. Степановићем, заузео је тек 37. место од 45 у категорији Стандард. Модификована једрилица Делфин 1 која је добила назив Делфин 2 била је много успешнија од своје претходница, јер је већ следеће 1966. године у веома конкурентном пољском државном првенству, заузела прва два места.
Укупно је направљено 29 једрилице овог типа а користиле су се у Аероклубовима широм Југославије.

## Сачувани примерци
Један примерак једрилице ВТЦ Делфин 2 (регистрације YU-4138) се чува у депоу Музеја ваздухопловства на аеродрому "Никола Тесла" у Београду али нажалост није доступан јавности. Две једрилице Делфин су још у летном стању једна је Делфин 2 са хрватском регистрацијом 9A-GHS на аеродрому Загреб-Лучко а друга је Делфин 3 са словеначком регистрацијом S5-1035 са аеродрома Лесце Блед.

## Земље које су користиле ову једрилицу
- Југославија
- Србија
- Хрватска
- Словенија